# 아슈르-벨-칼라
아슈르-벨-칼라(Ashur-bel-kala、재위: 기원전1074년 - 기원전1056년)는 중아시리아 왕국시대의 아시리아의 왕이었다. 그는 아람인의 침입 때문에 혼란에 빠진 국내 통합에 부심하였다.
티그라트-필레세르 1세의 왕자로 태어나 형 아샤리드-아팔-에쿠르의 후사를 이어서 아시리아 왕이 되었다. 그는 즉위하자마자 우라르투 지방에 원정하여 승리하여, 많은 전리품을 획득하였다. 그는 치세의 많은 부분을 티글라트・필레세르 1세 시절에 영내에 침입해 있던 아람인과의 전투로 소비하였다. 그는 비상한 노력으로 많은 승리를 얻었음에도 부왕의 시대에 획득한 영토의 통합은 용이하지 않았고 아시리아 자체의 정치 혼란에 종지부를 치는 것도 불가능하였다.